# Liste de grottes d'Autriche
La liste de grottes d'Autriche présentée ci-dessous est un échantillonnage de cavités souterraines naturelles (grottes, gouffres, ..) autrichiennes, ayant acquis une relative notoriété du fait de leur fréquentation et/ou de leurs particularités : dimensions (développement ou dénivelé), concrétionnement, art rupestre, art mobilier, pratiques rituelles, etc.
Établir une telle liste de cavités est une tâche sans fin car leur nombre déjà très important (plusieurs milliers) s'accroît au fil des découvertes des spéléologues. Ces derniers s'emploient à trouver, explorer, étudier les grottes, ainsi que toutes les autres formes souterraines, karstiques ou pseudokarstiques.
Entre parenthèses est indiqué le district (Bezirk) d'Autriche dans lequel se trouve chaque cavité.

## Basse-Autriche
- Tropfsteinhöhle Alland (de) (Baden)
- Brunnenhöhle ou Mainonihöhle (de) (Baden)
- Dreidärrischenhöhle (de) (Mödling)
- Einhornhöhle ou Hirnflitzsteinhöhle und Oakirnlucke (de) (Wiener Neustadt-Land)
- Einödhöhle (de) (Baden)
- Eisensteinhöhle (de) (Wiener Neustadt-Land)
- Erzloch et Tablerhöhle (de) (Wiener Neustadt-Land)
- Excentriquehöhle (de) (Wiener Neustadt-Land)
- Freinberghöhle (de) (Melk)
- Fuchspaßquelle (de) (Neunkirchen)
- Große Kollerhöhle (de) (Wiener Neustadt-Land)
- Grotte Gudenus (Krems-Land)
- Hermannshöhle (de) (Neunkirchen)
- Herrengrotte (de) (Neunkirchen)
- Hochkarschacht (de) (Scheibbs)
- Hohlur ou Hallourhöhle (de) (Baden)
- Höllerloch (de) (Wiener Neustadt-Land)
- Höhlturmhöhle (de) (Wiener Neustadt-Land)
- Keiserbrunnen (de) (Neunkirchen)
- Königshöhle (de) (Baden)
- Langes Loch ou Flatzer Tropfsteinhöhle (de)  (Neunkirchen)
- Mäanderhöhle (de) (Neunkirchen)
- Miralucke (de) (Wiener Neustadt-Land)
- Rohrer Miralucke ou Griestalmira (de) (Wiener Neustadt-Land)
- Nixhöhle (de) (Sankt Pölten-Land)
- Ötscher-Tropfsteinhöhle (de) (Scheibbs)
- Ötscherhöhlensystem (de) (Scheibbs)
  - Geldloch
  - Taubenloch
- Räuberhöhle (de) (Neunkirchen)
- Reichenwaldhöhle (de) (Amstetten)

## Burgenland
- Bärenhöhle (de) (Neusiedl am See)

## Carinthie
- Eggerloch (de) (Villach-Land)
- Griffener Tropfsteinhöhle (de) (Völkermarkt)
- Obir-Tropfsteinhöhlen (de) (Völkermarkt)

## Haute-Autriche
- Dachstein-Mammuthöhle (de) (Gmunden)
- Dachstein-Rieseneishöhle (de) (Gmunden)
- Gasselhöhle (de) (Gmunden)
- Hirlatzhöhle (de) (Gmunden)
- Hochlecken-Großhöhle (de) (Gmunden)
- Klarahöhle (de) (Kirchdorf an der Krems)
- Koppenbrüllerhöhle (de) (Gmunden)
- Ramesch-Knochenhöhle (de) (Gmunden)
- Untere Schießerbachhöhle (de) (Gmunden)
- Obere Schießerbachhöhle (de) (Gmunden)
- Schönberg-Höhlensystem (de) (Gmunden)
  - Feuertal-Höhlensystem (de)
  - Raucherkarhöhle
- T-Höhle (de) (Gmunden)

## Salzbourg
- Berger-Platteneck-Höhlensystem (de) (Hallein)
- Eduard-Richter-Eishöhlen ou Eiskogelhöhle (de) (Sankt Johann im Pongau)
- Eisriesenwelt (Sankt Johann im Pongau)
- Entrische Kirche (de)  (Sankt Johann im Pongau)
- Frauengrube (de) (Salzbourg-Umgebung)
- Fürstenbrunner Quellhöhle (de) (Salzbourg-Umgebung)
- Gamslöcher-Kolowrat-Salzburgerschacht-System (de) (Salzbourg-Umgebung)
- Jack-Daniel’s-Höhle (de) (Sankt Johann im Pongau)
- Kolkbläser-Monsterhöhle-System (de) (Zell am See)
- Kroatenhöhle (de) (Hallein)
- Lamprechtsofen (Zell am See)
- Loferer Schacht (de) (Zell am See)
- Prax-Eishöhle (de) (Zell am See)
- Scheukofen (de)  (Sankt Johann im Pongau)
- Schlenken-Durchgangshöhle (de) (Hallein)
- Schwarzbachfall-Höhle ou Gollinger-Wasserfall-Höhle (de) (Hallein)
- Tantalhöhle ou Tanntalhöhle (de) (Sankt Johann im Pongau)
- Windlöcher et Klingertalschacht (de) (Salzbourg-Umgebung)

## Styrie
- Badlhöhle (de) (Graz-Umgebung)
- DÖF-Sonnenleiter-Höhlensystem (de) (Liezen)
- Drachenhöhle (de) (Bruck-Mürzzuschlag)
- Eisbründlhöhle ou Bründlhöhle (de) (Graz)
- Frauenmauerhöhle (de) (Bruck-Mürzzuschlag et Leoben)
- Grasslhöhle (de) (Weiz)
- Grubstein-Westwandhöhle (de) (Liezen)
- Hüttstatthöhle (de) (Liezen)
- Katerloch (de) (Weiz)
- Kraushöhle (de) (Liezen)
- Lurgrotte (de) (Graz-Umgebung)
- Odelsteinhöhle (de) (Liezen)
- Räuberhöhle (de) (Bruck-Mürzzuschlag)
- Repolusthöhle (de) (Graz-Umgebung)
- Rettenwandhöhle (de) (Bruck-Mürzzuschlag)
- Salzofenhöhle (de) (Liezen)
- Schindelkogelschacht (de) (Bruck-Mürzzuschlag)
- Schwarzmooskogel-Höhlensystem (de) (Liezen)
  - Kaninchenhöhle
  - Steinbrückenhöhle
- Südwandhöhle (de) (Liezen)
- Wassermannsloch (de) (Leoben)

## Tyrol
- Hundalm-Eishöhle (de) (Kufstein)
- Rätia-Höhle (de) (Innsbruck-Land)
- Spannagelhöhle (de) (Schwaz)
- Tischofer Höhle (de) (Kufstein)

## Vorarlberg
- Schneckenlochhöhle (de) (Bregenz)
- Trübbachhöhle (de) (Bludenz)